# Saccharodite toroensis
Saccharodite toroensis är en insektsart som först beskrevs av Matsumura 1914.  Saccharodite toroensis ingår i släktet Saccharodite och familjen Derbidae. Inga underarter finns listade i Catalogue of Life.